# Harpegnathos empesoi
Harpegnathos empesoi (лат.) — вид прыгающих муравьёв из подсемейства Ponerinae (Formicidae).

## Распространение
Филиппины (Юго-Восточная Азия).

## Описание
Длина тела рабочих без мандибул 12 мм; скапус 2,4 мм, мандибулы 3,7 мм. Глаза крупные (1,29 мм) расположены в передней боковой части головы. Тело красновато-жёлтое, жвалы и ноги более жёлтые. Усики 12-члениковые. Вид был впервые описан в 1963 году и назван в честь Domingo Empeso, одного из коллекторов типовой серии.